# Seskli
Seskli (griechisch Σεσκλί [sɛˈskli] (n. sg.)) auch Sesklia (Σεσκλία (n. pl.)) ist eine unbewohnte griechische Insel der Gemeinde Symi in der Region Südliche Ägäis.

## Lage
Die drittgrößte Insel der Gemeinde liegt einen Kilometer südlich von Symi. Etwa 250 m westlich von Seskli liegt das Eiland Troubeto (Τρουμπέτο). Die Insel Kouloundros (Κούλουνδρος) bildet im Südosten den Abschluss der Bucht von Skomisa. Im Süden gegenüber der Straße von Rhodos liegt in etwa 18 km Entfernung Rhodos.

## Geschichte
Auf Seskli existieren Siedlungsreste aus spätneolithischer Zeit. In der Antike war die Insel unter der Bezeichnung Teutlousa (Τευτλούσα) bekannt. Nach ihrer Niederlage bei der Schlacht von Syme während des Peloponnesischen Krieges im Jahre 411 v. Chr. sollen Teile der Athener Streitkräfte Zuflucht auf der Insel gesucht haben.
Seskli ist heute ein Metochi des Klosters Panormitis und nicht mehr dauerhaft bewohnt. In den Sommermonaten werden von Rhodos und Symi Badeausflüge zur Insel durchgeführt.

## Bevölkerungsentwicklung
| Jahr      | 1947 | 1951 | 1961 | 1971 | 1981 | 1991 | 2001 | 2011 |
| Einwohner | 7    | 7    | 3    | 2    | -    | -    | -    | 0    |

## Natur

### Fauna
Die Herpetofauna von Seskli umfasst die fünf Arten Blanus strauchi strauchi, Laudakia stellio daani, Anatololacerta oertzeni pelasgiana, die Schlangenaugen-Eidechse Ophisops elegans und Eirenis modestus semimaculatus. Die Existenz von Dolichophis jugularis wird vermutet.

### Naturschutz
Zusammen mit der Ostseite von Symi sowie weiteren kleinen Inseln ist Seskli im Natura-2000-Netz der Europäischen Union als GR 4210025 Anatolika Tmima nisou Symis & Nisides (Ανατολικό Τμήμα νήσου Σύμης & Νησίδες Κούλουνδρος-Σεσκλί-Τρουμπέτο-Μαρμαράς-Καραβαλονήσι-Μεγαλονήσι-Γιαλεσίνο-Οξεία-Χόνδρος-Πλάτη-Νίμος) integriert und zugleich als Europäisches Vogelschutzgebiet bzw. als IBA („Important Bird Area“)-Gebiet GR 169 Nisos Symi kai gitonikes Nisides (Νήσος Σύμη και γειτονικές νησίδες) eingestuft.